# Калішкі (Мазовецьке воєводство)
Калішкі (пол. Kaliszki) — село в Польщі, у гміні Чоснув Новодворського повіту Мазовецького воєводства.
Населення — 286 осіб (2011).
У 1975-1998 роках село належало до Варшавського воєводства.

## Демографія
Демографічна структура станом на 31 березня 2011 року:
|          | Загалом | Допрацездатний вік | Працездатний вік | Постпрацездатний вік |
| -------- | ------- | ------------------ | ---------------- | -------------------- |
| Чоловіки | 148     | 36                 | 96               | 16                   |
| Жінки    | 138     | 34                 | 84               | 20                   |
| Разом    | 286     | 70                 | 180              | 36                   |